# Costas Mandylor

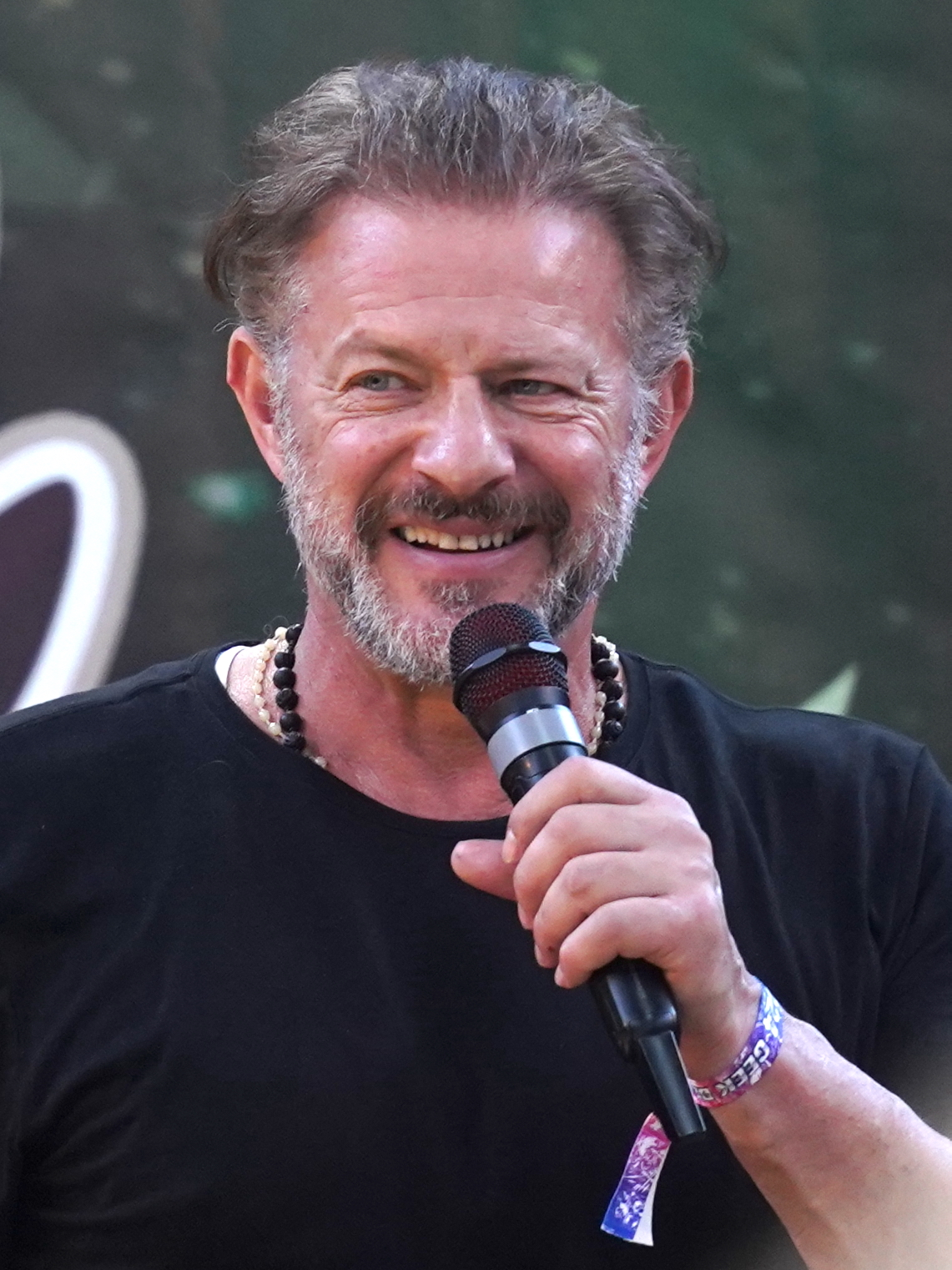
Costas Mandylor (2024)

Costas Mandylor (* 3. September 1965 in Melbourne, Victoria als Costas Theodosopoulos) ist ein griechisch-australischer Schauspieler. International bekannt wurde er mit den Saw-Filmen in der Rolle des Mark Hoffman, dem Gehilfen und späteren Nachfolger von Jigsaw.

## Leben und Karriere
Vor seiner Karriere als Schauspieler, die Auftritte in mehr als 100 Film- und Fernsehproduktionen umfasst, war Costas Theodosopoulos als Fußballspieler in Australien und Griechenland aktiv. 1987 ging er nach Los Angeles, um sich der Schauspielerei zu widmen. Dazu wechselte er seinen Nachnamen in Mandylor. Seine bekannteste Rolle war von 1992 bis 1996 die des Hilfssheriffs Kenny Lacos in der preisgekrönten US-amerikanischen Fernsehserie Picket Fences – Tatort Gartenzaun.
Im Kino war er unter anderen in The Doors, Das Versprechen, Virtuosity und Venus Rising zu sehen. Bekannt wurde er vor allem durch seine Rolle des Detective Mark Hoffman, die er in der Saw-Reihe von Saw III bis Saw 3D – Vollendung fünf Filme lang spielte. 13 Jahre später kehrte er für einen kleinen Auftritt in Saw X, dem zehnten Teil der Filmreihe, in diese Rolle zurück.
Von 1997 bis 2000 war Mandylor mit Talisa Soto verheiratet. 2013 heiratete er Victoria Ramos, die ebenfalls Schauspielerin ist. Sein Bruder Louis Mandylor arbeitet ebenfalls in diesem Beruf.

## Filmografie (Auswahl)
- 1989: Triumph des Geistes (Triumph of the Spirit)
- 1991: The Doors
- 1991: Die wahren Bosse – Ein teuflisches Imperium (Mobsters)
- 1992–1996: Picket Fences – Tatort Gartenzaun (Picket Fences, Fernsehserie, 88 Folgen)
- 1993: Geschichten aus der Gruft (Tales from the Crypt, Fernsehserie, Folge 5x12)
- 1993: Fatal Past
- 1994: Almost Dead – Am Rande des Wahnsinns, (Almost Dead)
- 1994: Fist of the North Star, siehe Fist of the North Star
- 1995: Venus Rising
- 1995: Delta of Venus
- 1996: Shame
- 1996: Outer Limits – Die unbekannte Dimension (The Outer Limits, Fernsehserie, Folge 2x14)
- 1997: Just Write – Alles aus Liebe (Just Write)
- 1997–1998: Players (Fernsehserie, 18 Folgen)
- 1998: My Brother Cicero
- 1999: Stealth Fighter
- 1999: Bonanno: A Godfather’s Story
- 2000: Intrepit
- 2000: Secret Agent Man (Fernsehserie, zwölf Folgen)
- 2001: Gangland L.A. (Gangland)
- 2001: Turn of Faith
- 2001: Nash Bridges (Fernsehserie, Folge 6x13)
- 2001: Das Versprechen (The Pledge)
- 2001: Heimkehr in den Tod (Sanctuary, Fernsehfilm)
- 2001: Andromeda (Fernsehserie, Folge 2x14)
- 2001: Sex and the City (Fernsehserie, Folge 4x01)
- 2002: The Real Deal
- 2002: Charmed – Zauberhafte Hexen (Charmed, Fernsehserie, Folge 4x17)
- 2003: Fastlane (Fernsehserie, Folge 1x16)
- 2004: Liebe zum Dessert (Just Dessert)
- 2004: DinoCroc
- 2004: The Eavesdropper
- 2004–2006: Eine himmlische Familie (7th Heaven, Fernsehserie, fünf Folgen)
- 2005: The Game of Their Lives
- 2006: Saw III
- 2006: Payback
- 2006: Vulkanausbruch in New York (Disaster Zone: Volcano in New York, Fernsehfilm)
- 2007: Saw IV
- 2007: Nobody
- 2007: Die Legende von Beowulf (Beowulf)
- 2007: Primal Doubt
- 2008: Saw V
- 2009: Immortally Yours
- 2009: Saw VI
- 2010: Saw 3D – Vollendung (Saw 3D)
- 2011: Hyenas
- 2013: Major Crimes (Fernsehserie, Folge 2x05)
- 2013: Five Thirteen
- 2013: Navy CIS (NCIS, Fernsehserie, zwei Folgen)
- 2014: In 10 easy steps
- 2015: Bite
- 2015: Burn Off
- 2016: The Horde – Die Jagd hat begonnen (The Horde)
- 2016: Once Upon a Time – Es war einmal … (Once Upon a Time, Fernsehserie, Folge 5x15)
- 2017: The Last Ship (Fernsehserie, zwei Folgen)
- 2018: Daddy’s Girl
- 2020: C.L.E.A.N.
- 2021: Cosmic Sin
- 2022: Borrowed Time III
- 2023: Saw X
- 2023: 1521
- 2024: American Trash
- 2024: Tragic Waste
- 2025: Paper Empire (Fernsehserie, 3 Folgen)